# Tsoghamarg
Tsoghamarg (in armeno Ցողամարգ?) è un comune di 543 abitanti (2001) della provincia di Shirak in Armenia.